# Tim Henman
Timothy Henry „Tim“ Henman, OBE (* 6. září 1974, Oxford) je bývalý anglický profesionální tenista, který na okruhu ATP hrál v letech 1993–2007. Praktikoval styl servis-volej vhodný pro travnatý povrch. Byl prvním britským tenistou po Rogeru Taylorovi hrajícím v 70. letech, který postoupil až do semifinále dvouhry ve Wimbledonu. Celkově za svou kariéru dosáhl na šest singlových semifinále v grandslamových turnajích a 15 vítězství v turnajích ATP, z toho 11 ve dvouhře a 4 ve čtyřhře. Nejvýše byl v žebříčku ATP klasifikován na 4. místě ve dvouhře (8. července 2002) a na 62. místě ve čtyřhře (21. února 2000). Je řazen k nejlepším britským hráčům otevřené éry tenisu. Sportovní kariéru ukončil po daviscupovém vítězství Velké Británie nad Chorvatskem v září 2007.
V roce 1996 získal ocenění ATP pro hráče s nejlepším zlepšením na okruhu.

## Finálová utkání na turnajích Grand Slamu a ATP

### Dvouhra (28; 11-17)

#### Vítězství (11)
| Legenda (dvouhra)      |
| Grand Slam (0)         |
| Tennis Masters Cup (0) |
| ATP Masters Series (1) |
| ATP 500 Series (1)     |
| ATP Tour (9)           |

| Č.  | Datum              | Tutnaj              | Povrch      | Finalista           | Výsledek           |
| 1.  | 6. ledna 1997      | Sydney, Austrálie   | tvrdý       | Carlos Moyà         | 6–3, 6–1           |
| 2.  | 8. září 1997       | Taškent, Uzbekistán | tvrdý       | Marc Rosset         | 7–6, 6–4           |
| 3.  | 14. září 1998      | Taškent, Uzbekistán | tvrdý       | Jevgenij Kafelnikov | 7–5, 6–4           |
| 4.  | 5. října 1998      | Basilej, Švýcarsko  | tvrdý (h)   | Andre Agassi        | 6–4, 6–3, 3–6, 6–4 |
| 5.  | 9. října 2000      | Vídeň, Rakousko     | tvrdý (h)   | Tommy Haas          | 6–4, 6–4, 6–4      |
| 6.  | 20. listopadu 2000 | Brighton, UK        | tvrdý (h)   | Dominik Hrbatý      | 6–2, 6–2           |
| 7.  | 12. února 2001     | Kodaň, Dánsko       | tvrdý (h)   | Andreas Vinciguerra | 6–3, 6–4           |
| 8.  | 22. října 2001     | Basilej, Švýcarsko  | koberec (h) | Roger Federer       | 6–3, 6–4, 6–2      |
| 9.  | 31. prosince 2001  | Adelaide, Austrálie | tvrdý       | Mark Philippoussis  | 6–4, 6–7, 6–3      |
| 10. | 28. července 2003  | Washington, USA     | tvrdý       | Fernando González   | 6–3, 6–4           |
| 11. | 27. října 2003     | Paříž, Francie      | koberec (h) | Andrej Pavel        | 6–2, 7–6, 7–6      |

#### Finalista (17)
| Č.  | Datum             | Turnaj                    | Povrch      | Vítěz               | Výsledek                |
| 1.  | 30. prosince 1996 | Dauha, Katar              | tvrdý       | Jim Courier         | 7–5, 6–7, 6–2           |
| 2.  | 17. února 1996    | Antverpy, Belgie          | tvrdý (h)   | Marc Rosset         | 6–2, 7–5, 6–4           |
| 3.  | 12. ledna 1998    | Sydney, Austrálie         | tvrdý       | Karol Kučera        | 7–5, 6–4                |
| 4.  | 27. července 1998 | Los Angeles, USA          | tvrdý       | Andre Agassi        | 6–4, 6–4                |
| 5.  | 4. ledna 1999     | Dauha, Katar              | tvrdý       | Rainer Schüttler    | 6–4, 5–7, 6–1           |
| 6.  | 15. února 1999    | Rotterdam, Nizozemsko     | koberec (h) | Jevgenij Kafelnikov | 6–2, 7–6                |
| 7.  | 7. června 1999    | Londýn (Queen's Club), UK | tráva       | Pete Sampras        | 6–7, 6–4, 7–6           |
| 8.  | 4. října 1999     | Basel, Švýcarsko          | koberec (h) | Karol Kučera        | 6–4, 7–6, 4–6, 4–6, 7–6 |
| 9.  | 14. února 2000    | Rotterdam, Nizozemsko     | Hard (i)    | Cédric Pioline      | 6–7, 6–4, 7–6           |
| 10. | 6. března 2000    | Scottsdale, USA           | tvrdý       | Lleyton Hewitt      | 6–4, 7–6                |
| 11. | 7. srpna 2000     | Cincinnati, USA           | tvrdý       | Thomas Enqvist      | 7–6, 6–4                |
| 12. | 11. června 2001   | London (Queen's Club), UK | tráva       | Lleyton Hewitt      | 7–6, 7–6                |
| 13. | 18. února 2002    | Rotterdam, Nizozemsko     | tvrdý (h)   | Nicolas Escudé      | 3–6, 7–6, 6–4           |
| 14. | 11. března 2002   | Indian Wells, USA         | tvrdý       | Lleyton Hewitt      | 6–1, 6–2                |
| 15. | 10. června 2002   | Londýn (Queen's Club), UK | tráva       | Lleyton Hewitt      | 4–6, 6–1, 6–4           |
| 16. | 8. března 2004    | Indian Wells, USA         | tvrdý       | Roger Federer       | 6–3, 6–3                |
| 17. | 2. října 2006     | Tokio, Japonsko           | tvrdý       | Roger Federer       | 6–3, 6–3                |

### Čtyřhra

#### Vítězství (4)
| Č. | Datum | Turnaj              | Povrch  | Spoluhráč        | Finalisté                     | Výsledek      |
| 1. | 1997  | Basilej, Švýcarsko  | koberec | Marc Rosset      | Karsten Braasch Jim Grabb     | 7–6, 6–7, 7–6 |
| 2. | 1999  | Londýn, UK          | koberec | Greg Rusedski    | Byron Black Wayne Ferreira    | 6–3, 7–6      |
| 3. | 1999  | Monte Carlo, Monako | antuka  | Olivier Delaître | Jiří Novák David Rikl         | 6–2, 6–3      |
| 4. | 2004  | Monte Carlo, Monako | antuka  | Nenad Zimonjić   | Gastón Etlis Martín Rodríguez | 7–5, 6–2      |

#### Finalista (2)
| Č. | Datum | Turnaj                 | Povrch    | Spoluhráč           | Vítězové                          | Výsledek      |
| 1. | 1996  | LOH 1996, Atlanta, USA | tvrdý     | Neil Broad          | Todd Woodbridge Mark Woodforde    | 6–4, 6–4, 6–2 |
| 2. | 2000  | Rotterdam, Nizozemsko  | tvrdý (h) | Jevgenij Kafelnikov | David Adams John-Laffnie de Jager | 5–7, 6–2, 6–3 |

## Chronologie výsledků ve dvouhře
| Legenda | Legenda                                   | Legenda | Legenda                     |
| ------- | ----------------------------------------- | ------- | --------------------------- |
| SR      | poměr vyhraných turnajů ku všem odehraným | W–L V–P | výhry–prohry                |
| NH      | daný rok se turnaj nekonal                | A       | turnaje se hráč nezúčastnil |
| 1Q / LQ | prohra v (kole) kvalifikace               | 1k / 1R | prohra v daném kole turnaje |
| QF / ČF | prohra ve čtvrtfinále                     | SF      | prohra v semifinále         |
| F       | prohra ve finále                          | Vítěz   | vítězství v turnaji         |

| Turnaj                     | 1992 | 1993 | 1994 | 1995 | 1996 | 1997 | 1998 | 1999 | 2000 | 2001 | 2002 | 2003 | 2004 | 2005 | 2006 | 2007 | Celkově SR | Celkově W-L |
| -------------------------- | ---- | ---- | ---- | ---- | ---- | ---- | ---- | ---- | ---- | ---- | ---- | ---- | ---- | ---- | ---- | ---- | ---------- | ----------- |
| Australian Open            | A    | A    | A    | A    | 2k   | 3k   | 1k   | 3k   | 4k   | 4k   | 4k   | A    | 3k   | 3k   | 1k   | A    | 0 / 10     | 18–10       |
| French Open                | A    | A    | LQ   | LQ   | 1k   | 1k   | 1k   | 3k   | 3k   | 3k   | 2k   | 3k   | SF   | 2k   | 2k   | 1k   | 0 / 12     | 16–12       |
| Wimbledon                  | LQ   | LQ   | 1k   | 2k   | QF   | QF   | SF   | SF   | 4k   | SF   | SF   | QF   | QF   | 2k   | 2k   | 2k   | 0 / 14     | 42–14       |
| US Open                    | A    | A    | A    | 2k   | 4k   | 2k   | 4k   | 1k   | 3k   | 3k   | 3k   | 1k   | SF   | 1k   | 2k   | 2k   | 0 / 13     | 20–13       |
| Grand Slam W-L             | 0–0  | 0–0  | 0–1  | 4–2  | 8–4  | 7–4  | 8–4  | 8–4  | 10–4 | 12–4 | 11–4 | 6–3  | 16–4 | 4–4  | 3–4  | 2–3  | N/A        | 98–49       |
| Tennis Masters Cup         | A    | A    | A    | A    | A    | RR   | SF   | A    | A    | A    | A    | A    | RR   | A    | A    | A    | 0 / 3      | 4–4         |
| ATP Masters Series         |      |      |      |      |      |      |      |      |      |      |      |      |      |      |      |      |            |             |
| Indian Wells Masters       | A    | A    | A    | A    | A    | A    | 1k   | QF   | 2k   | 3k   | F    | 2k   | F    | QF   | 2k   | 1k   | 0 / 10     | 20–10       |
| Miami Masters              | A    | A    | A    | A    | 2k   | 1k   | SF   | 3k   | QF   | 2k   | 4k   | 2k   | 2k   | QF   | 3k   | 1k   | 0 / 12     | 16–12       |
| Monte Carlo Masters        | A    | A    | A    | A    | A    | A    | 1k   | 2k   | 2k   | QF   | SF   | A    | QF   | 1k   | 1k   | 1k   | 0 / 9      | 11–9        |
| Rome Masters               | A    | A    | A    | A    | A    | 2k   | 2k   | 3k   | 2k   | 2k   | 1k   | 1k   | 3k   | 3k   | 3k   | 1k   | 0 / 11     | 12–11       |
| Hamburg Masters            | A    | A    | A    | A    | A    | A    | 2k   | QF   | 3k   | 1k   | 2k   | 3k   | 2k   | 3k   | A    | A    | 0 / 8      | 11–8        |
| Canada Masters             | A    | A    | A    | A    | 3k   | 1k   | SF   | 2k   | 1k   | 2k   | 3k   | 2k   | 2k   | 1k   | 2k   | A    | 0 / 11     | 10–11       |
| Cincinnati Masters         | A    | A    | A    | A    | 2k   | 1k   | 1k   | QF   | F    | SF   | 2k   | 1k   | 3k   | 2k   | 1k   | 1k   | 0 / 12     | 16–12       |
| Madrid Masters (Stuttgart) | A    | A    | A    | A    | 1k   | 3k   | 2k   | 2k   | 3k   | QF   | 2k   | 1k   | 3k   | 2k   | 3k   | A    | 0 / 11     | 10–11       |
| Paris Masters              | A    | A    | A    | A    | 1k   | 2k   | 2k   | 3k   | 2k   | 2k   | 3k   | W    | 3k   | A    | A    | A    | 1 / 9      | 10–8        |
| Vítěz turnajů ATP          | 0    | 0    | 0    | 0    | 0    | 2    | 2    | 0    | 2    | 2    | 1    | 2    | 0    | 0    | 0    | 0    | N/A        | 11          |
| ATP/konec roku             | 778  | 372  | 167  | 95   | 29   | 17   | 7    | 11   | 10   | 9    | 8    | 15   | 6    | 36   | 39   | 292  | N/A        | N/A         |